# プライアーノ
プライアーノ（イタリア語: Praiano）は、イタリア共和国カンパニア州サレルノ県にある、人口約2,000人の基礎自治体（コムーネ）。アマルフィ海岸の西部に位置する。

## 地理

### 位置・広がり
サレルノ県北西部、アマルフィ海岸に位置するコムーネ。ソレント半島の南岸で、サレルノ湾に面する。

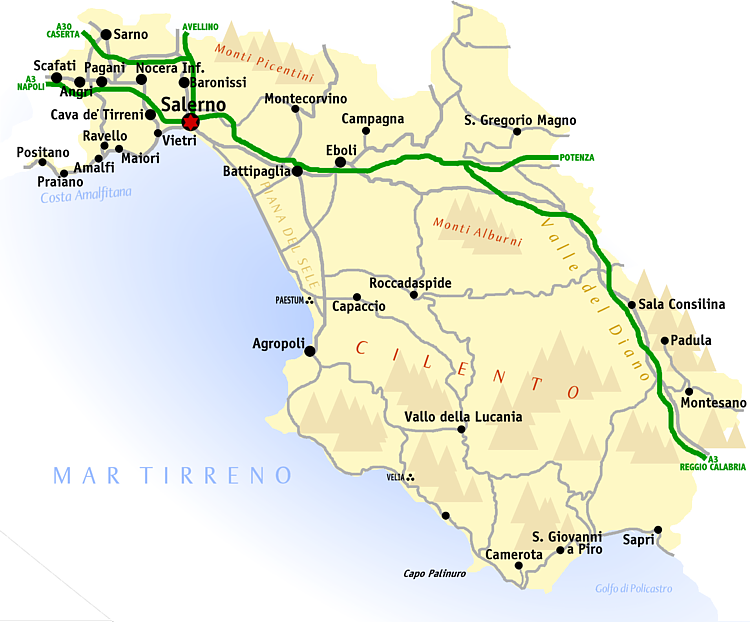
サレルノ県概略図

#### 隣接コムーネ
隣接するコムーネは以下の通り。NAはナポリ県所属を示す。
- アジェーロラ (NA) - 北
- フローレ - 東
- ポジターノ - 北西